# Cameron (Wisconsin)
Cameron es una villa ubicada en el condado de Barron en el estado estadounidense de Wisconsin. En el Censo de 2010 tenía una población de 1.783 habitantes y una densidad poblacional de 274,6 personas por km².

## Geografía
Cameron se encuentra ubicada en las coordenadas 45°24′13″N 91°44′23″O / 45.40361, -91.73972. Según la Oficina del Censo de los Estados Unidos, Cameron tiene una superficie total de 6.49 km², de la cual 6.38 km² corresponden a tierra firme y (1.68%) 0.11 km² es agua.

## Demografía
Según el censo de 2010, había 1.783 personas residiendo en Cameron. La densidad de población era de 274,6 hab./km². De los 1.783 habitantes, Cameron estaba compuesto por el 96.97% blancos, el 0.39% eran afroamericanos, el 0.22% eran amerindios, el 0.5% eran asiáticos, el 0% eran isleños del Pacífico, el 0.22% eran de otras razas y el 1.68% pertenecían a dos o más razas. Del total de la población el 1.96% eran hispanos o latinos de cualquier raza.